# トビアの帰還

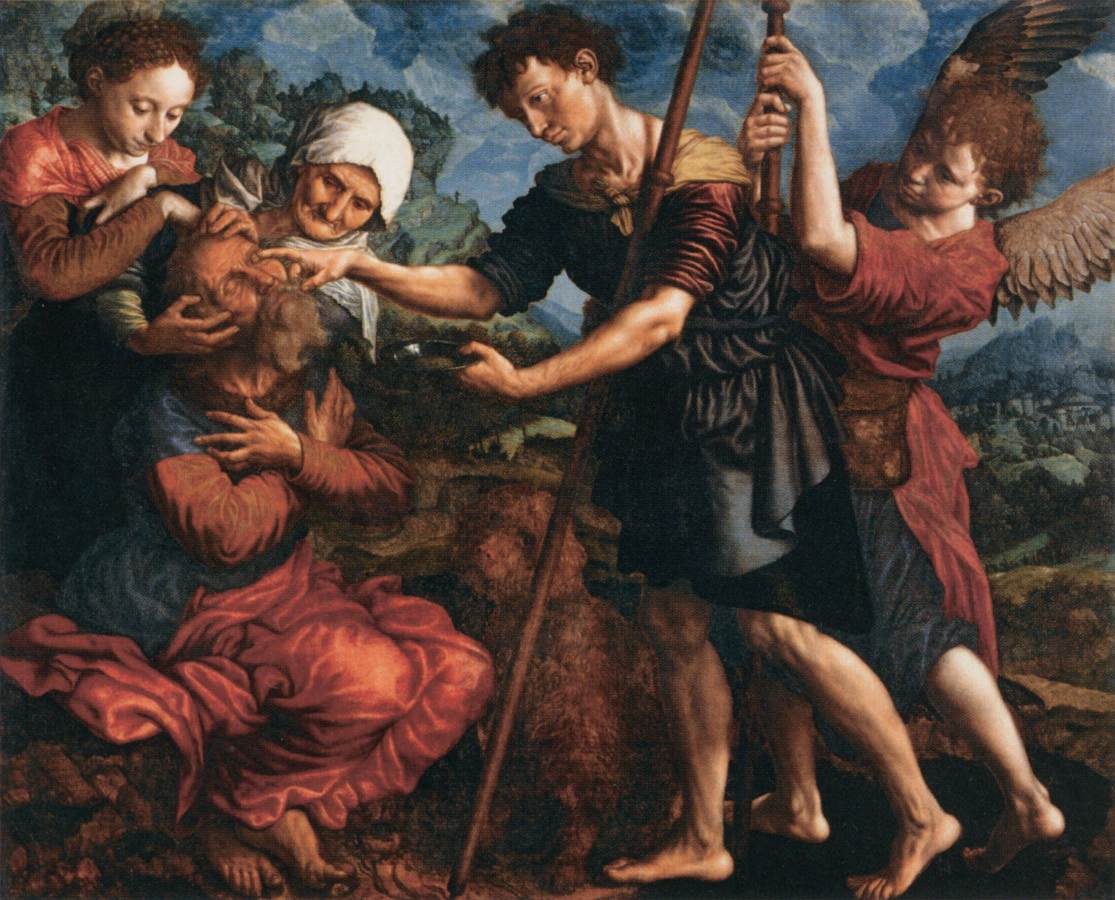
トビトの目を治すトビア。ヴァン・ヘメッセン画

『トビアの帰還』（トビアのきかん、イタリア語: Il ritorno di Tobia）Hob.XXI:1は、フランツ・ヨーゼフ・ハイドンが1775年に作曲した2部からなるイタリア語オラトリオ。旧約聖書続編（または外典）の「トビト記」にもとづく。
晩年のオラトリオ『天地創造』および『四季』と比べて、本作は長らく忘れられた存在だった。

## 概要
1775年、ウィーンの音楽家協会(Tonkünstler-Sozietät)のために作曲された。この協会はフロリアン・レオポルト・ガスマンによって1771年に設立され、毎年四旬節と待降節にイタリア語オラトリオを演奏し、その収益を音楽家の寡婦と孤児のためにあてていた。
オラトリオを上演したのは四旬節の期間にオペラの上演が禁止されていたためで、内容的にはオペラ・セリアに近い。長大なレチタティーヴォや独唱歌手の技巧的なアリアが多く、合唱曲は冒頭、第1部の終了、第2部終了の3曲しかなかった。この点で晩年のオラトリオとは大きく異なる。
台本はジョヴァンニ・ガストーネ・ボッケリーニ（作曲家ルイジ・ボッケリーニの兄）による。
1775年4月2日と4月4日、ウィーンのケルントナートーア劇場で上演された。
1784年3月28日と3月30日の再演に際して改訂が施され、多くのアリアが短縮された一方で、合唱曲2曲が追加された。また、1806年には弟子のノイコムによって楽器法の改訂が行われ、1808年12月に上演された。

## 編成
- ソプラノ2、アルト、テノール、バス、混声合唱
- フルート2、オーボエ2、コーラングレ2、ファゴット2、ホルン4、トランペット2、トロンボーン2、ティンパニ、弦楽器。

## 登場人物
- トビト（バス）- アッシリアのニネヴェで捕囚の身になっているヘブライ人、盲目。
- アンナ（アルト）- トビトの妻
- トビア（テノール）- トビトとアンナの息子
- サラ（ソプラノ）- メディアに住むヘブライ人の女性。トビトのいとこのラグエルの娘。
- ラファエル（ソプラノ）- 天使。人間の姿で現れたときはアザリアの名を称する。

## あらすじ
序曲はハ短調の序奏とハ長調の快速な3拍子の部分からなる。
トビトとアンナは、旅に出た息子のトビアが帰ってこないのを心配している。アンナはトビアが死んだと思いこむ。トビトはトビアがサラと結婚した夢を見たことを話すが、サラが悪魔アスモデウスに取りつかれていて7回も夫が死んだことを知っているアンナは怒る。
そこへトビアとともに旅に出たアザリアが帰ってくる。アザリアはトビアがチグリス川で怪物を倒したこと、エクバタナでサラを妻にし、倒した怪物の心臓を焼いて、その匂いで悪魔を追いだしたこと、トビアとサラがもうじき帰ること、彼が盲目のトビトの目を再び見えるようにするだろうことをアンナに伝える。アンナは神を褒めたたえる。
サラとトビアが登場し、アザリアやアンナとともにトビトに会う。トビアはトビトの目が見えるようにすると言う（以上第1部）。
トビアはチグリス川の怪物の胆汁をトビトの目に注ぐことで目を治療しようとするが、激痛のためにトビトは苦しむ。久しぶりの日光でトビトは目がくらみ、痛みにまた目を閉じてしまう。トビアとアンナは絶望する。しかしサラはトビトの顔を黒い布で覆い、だんだん布を薄くすることで徐々に目を慣れさせる。
トビトはアンナと喜びあい、トビアとサラに感謝するが、アザリアにこそ礼をすべきだと言う。トビアやサラもアザリアを恩人だといい、別れを告げに来たアザリアに財産の半分を与えようとする。しかしアザリアはそれを断り、自分が七大天使ラファエルであることを明かす。一同は驚いて跪く。ラファエルは今後も神に忠実であるように人々を諭し、異教徒の土地であるニネヴェの陥落が遠くないことを告げ、雲に乗って去る。人々は神をたたえる（以上第2部）。